# Finales NBA 1981
Navigation
Finales 1980 Finales 1982
Les finales NBA 1981 sont la dernière série de matchs de la saison 1980-1981 de la NBA et la conclusion des séries éliminatoires (playoffs) de la saison. Les champions de la conférence Est, les Celtics de Boston rencontrent le champion de la conférence Ouest les Rockets de Houston. Les Celtics l'emportent quatre victoires à deux et remportent leur quatorzième titre NBA.

## Avant les finales

### Celtics de Boston
Lors de la saison régulière les Celtics de Boston ont terminé la saison premier de la division Atlantique et premier de la conférence Est avec un bilan de 62 victoires pour 20 défaites, soit le meilleur de la ligue.
Les Celtics se sont qualifiés en battant en demi-finales de conférence les Bulls de Chicago quatre victoires à zéro puis en finales de conférence les 76ers de Philadelphie quatre victoires à trois.

### Rockets de Houston
Lors de la saison régulière les Rockets ont terminé la saison troisième de la division Midwest et sixième et dernier qualifié de la conférence Ouest avec un bilan de 40 victoires pour 42 défaites.
Les Rockets se sont qualifiés en battant au premier tour les Lakers de Los Angeles (tenant du titre) deux victoires à une, puis en demi-finales les Spurs de San Antonio quatre victoires à trois et en finales de conférence les Kings de Kansas City quatre victoires à une.

### Parcours comparés vers les finales NBA
| Champion de division | Qualifié pour les playoffs | Éliminé des playoffs |

| Rang | Franchise                 | V  | D  | PCT    | R  | Dom   | Ext   |
| ---- | ------------------------- | -- | -- | ------ | -- | ----- | ----- |
| 1    | Celtics de Boston         | 62 | 20 | 75,6 % | –  | 35-6  | 27-14 |
| 2    | Bucks de Milwaukee (a)    | 60 | 22 | 73,2 % | 2  | 34-7  | 26-15 |
| 3    | 76ers de Philadelphie (a) | 62 | 20 | 75,6 % | –  | 37-4  | 25-16 |
| 4    | Knicks de New York        | 50 | 32 | 61,0 % | 12 | 28-13 | 22-19 |
| 5    | Bulls de Chicago          | 45 | 37 | 54,9 % | 17 | 26-15 | 19-22 |
| 6    | Pacers de l'Indiana       | 44 | 38 | 53,7 % | 18 | 27-14 | 17-24 |
|      |                           |    |    |        |    |       |       |
| 7    | Bullets de la Washington  | 39 | 43 | 47,6 % | 23 | 26-15 | 13-28 |
| 8    | Hawks d'Atlanta           | 31 | 51 | 37,8 % | 31 | 20-21 | 11-30 |
| 9    | Cavaliers de Cleveland    | 28 | 54 | 34,1 % | 34 | 20-21 | 8-33  |
| 10   | Nets du New Jersey        | 24 | 58 | 29,3 % | 38 | 16-25 | 8-33  |
| 11   | Pistons de Détroit        | 21 | 61 | 25,6 % | 41 | 14-27 | 7-34  |

| Rang | Franchise                 | V  | D  | PCT    | R  | Dom   | Ext   |
| ---- | ------------------------- | -- | -- | ------ | -- | ----- | ----- |
| 1    | Suns de Phoenix           | 57 | 25 | 69,5 % | –  | 36-5  | 21-20 |
| 2    | Spurs de San Antonio (a)  | 52 | 30 | 63,4 % | 5  | 34-7  | 18-23 |
| 3    | Lakers de Los Angeles (a) | 54 | 28 | 65,9 % | 3  | 30-11 | 24-17 |
| 4    | Trail Blazers de Portland | 45 | 37 | 54,9 % | 12 | 30-11 | 15-26 |
| 5    | Kings de Kansas City      | 40 | 42 | 48,8 % | 17 | 24-17 | 16-25 |
| 6    | Rockets de Houston        | 40 | 42 | 48,8 % | 17 | 25-16 | 15-26 |
|      |                           |    |    |        |    |       |       |
| 7    | Warriors de Golden State  | 39 | 43 | 47,6 % | 18 | 26-15 | 13-28 |
| 8    | Nuggets de Denver         | 37 | 45 | 45,1 % | 20 | 23-18 | 14-27 |
| 9    | Clippers de San Diego     | 36 | 46 | 43,9 % | 21 | 22-19 | 14-27 |
| 10   | SuperSonics de Seattle    | 34 | 48 | 41,5 % | 23 | 22-19 | 12-29 |
| 11   | Jazz de l'Utah            | 28 | 54 | 34,1 % | 29 | 20-21 | 8-33  |
| 12   | Mavericks de Dallas       | 15 | 67 | 18,3 % | 42 | 11-30 | 4-37  |

### Face à face en saison régulière

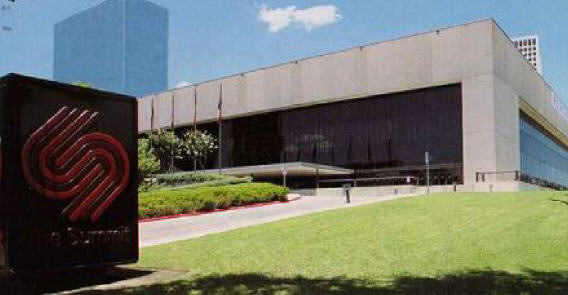
Le Compaq Center à Houston

Les Celtics et les Rockets se sont rencontrés 2 fois. Les Celtics ont gagné les deux rencontres.
| Match | Date             | équipe à domicile  | Score   | équipe à l'extérieur | ref   |
| ----- | ---------------- | ------------------ | ------- | -------------------- | ----- |
| 1     | 19 décembre 1980 | Celtics de Boston  | 133-119 | Rockets de Houston   | [ 4 ] |
| 2     | 4 mars 1981      | Rockets de Houston | 101-108 | Celtics de Boston    | [ 5 ] |

## Formule

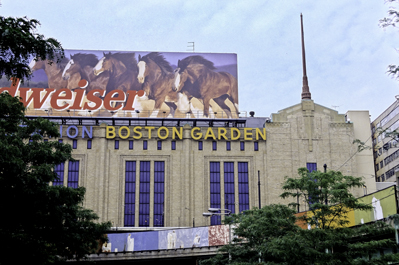
Le Boston Garden

Pour les séries finales la franchise gagnante est la première à remporter quatre victoires, soit un minimum de quatre matchs et un maximum de sept. Les rencontres se déroulent dans l'ordre suivant :
| Match | Recevant       | Match | Recevant       | Match | Recevant        | Match | Recevant        |
| ----- | -------------- | ----- | -------------- | ----- | --------------- | ----- | --------------- |
| 1     | Meilleur bilan | 2     | Meilleur bilan | 3     | Moins bon bilan | 4     | Moins bon bilan |

| Match | Recevant       | Match | Recevant        | Match | Recevant       |
| ----- | -------------- | ----- | --------------- | ----- | -------------- |
| 5     | Meilleur bilan | 6     | Moins bon bilan | 7     | Meilleur bilan |

Les Celtics de Boston ont l'avantage du terrain car ils ont un meilleur bilan en saison régulière (62-20 contre 40-42).

## Les finales

### Match 1
| 5 mai 1981 | Rapport | Rockets de Houston 95, Celtics de Boston 98        | Rockets de Houston 95, Celtics de Boston 98 | Rockets de Houston 95, Celtics de Boston 98 |  | Boston Garden, Boston Affluence : 15 320 Arbitres : No. 10 Darell Garretson No. 9 John Vanak | CBS |
| 5 mai 1981 | Rapport | Score par quart-temps : 29–24, 28–27, 24–25, 14–22 |                                             |                                             |  | Boston Garden, Boston Affluence : 15 320 Arbitres : No. 10 Darell Garretson No. 9 John Vanak | CBS |
| 5 mai 1981 | Rapport | Robert Reid 27 Moses Malone 15 Mike Dunleavy Sr. 7 | Points Rebonds Passes d.                    | Larry Bird 18 Larry Bird 21 Larry Bird 9    |  | Boston Garden, Boston Affluence : 15 320 Arbitres : No. 10 Darell Garretson No. 9 John Vanak | CBS |
| 5 mai 1981 | Rapport | Boston mène la série 1 à 0                         |                                             |                                             |  | Boston Garden, Boston Affluence : 15 320 Arbitres : No. 10 Darell Garretson No. 9 John Vanak | CBS |

Houston entre dans cette série avec un passif d'une douzaine de défaites face aux Celtics. Mais Moses Malone, qui tourne en moyenne à près de 28 points et 15 rebonds par match dans la saison pense que les Rockets peuvent gagner.
Houston mène 57-51 à la mi-temps. Grâce à un grand Larry Bird les Celtics arrachent la victoire. Bird finit avec 18 points, 21 rebonds et neuf passes. Malone prend 15 rebonds mais ne marque que 13 points.
La foule est en liesse pour Bird, avec le directeur général Red Auerbach qui conduit les acclamations. Bill Russell, qui commente le match pour CBS regarde incrédule.
« Larry est en mesure de faire le jeu », déclare Russell, « parce que non seulement il sait où le ballon va atterrir, il sait qu'il sait ».

### Match 2
| 7 mai 1981 | Rapport | Rockets de Houston 92, Celtics de Boston 90        | Rockets de Houston 92, Celtics de Boston 90 | Rockets de Houston 92, Celtics de Boston 90        |  | Boston Garden, Boston Affluence : 15 320 Arbitres : No. 11 Jake O'Donnell No. 4 Ed T. Rush | CBS |
| 7 mai 1981 | Rapport | Score par quart-temps : 22–26, 23–23, 23–19, 24–22 |                                             |                                                    |  | Boston Garden, Boston Affluence : 15 320 Arbitres : No. 11 Jake O'Donnell No. 4 Ed T. Rush | CBS |
| 7 mai 1981 | Rapport | Moses Malone 31 Moses Malone 15 3 joueurs à 3      | Points Rebonds Passes d.                    | Larry Bird 19 Larry Bird 21 Archibald, Henderson 4 |  | Boston Garden, Boston Affluence : 15 320 Arbitres : No. 11 Jake O'Donnell No. 4 Ed T. Rush | CBS |
| 7 mai 1981 | Rapport | Égalité dans la série 1 à 1                        |                                             |                                                    |  | Boston Garden, Boston Affluence : 15 320 Arbitres : No. 11 Jake O'Donnell No. 4 Ed T. Rush | CBS |

Malone est le meilleur marqueur inscrivant 31 points et prenant 15 rebonds. Bill Willoughby ajoute 14 points, étant entré pour le banc pour compenser les mauvais tirs de Robert Reid (0 pour 7) et Calvin Murphy (4 pour 13). C'est l'arrière Allen Leavell qui marque le dernier panier donnant la victoire aux Rockets 92-90. Bird est encore le meilleur des Celtics avec 19 points et 21 rebonds.

### Match 3
| 9 mai 1981 | Rapport | Celtics de Boston 94, Rockets de Houston 71        | Celtics de Boston 94, Rockets de Houston 71 | Celtics de Boston 94, Rockets de Houston 71   |  | Compaq Center, Houston Affluence : 16 121 Arbitres : No. 9 John Vanak No. 12 Earl Strom | CBS |
| 9 mai 1981 | Rapport | Score par quart-temps : 21–17, 20–13, 24–18, 29–23 |                                             |                                               |  | Compaq Center, Houston Affluence : 16 121 Arbitres : No. 9 John Vanak No. 12 Earl Strom | CBS |
| 9 mai 1981 | Rapport | Cedric Maxwell 19 Larry Bird 13 Larry Bird 10      | Points Rebonds Passes d.                    | Moses Malone 23 Moses Malone 15 3 joueurs à 2 |  | Compaq Center, Houston Affluence : 16 121 Arbitres : No. 9 John Vanak No. 12 Earl Strom | CBS |
| 9 mai 1981 | Rapport | Boston mène la série 2 à 1                         |                                             |                                               |  | Compaq Center, Houston Affluence : 16 121 Arbitres : No. 9 John Vanak No. 12 Earl Strom | CBS |

Robert Reid, a muselé Larry Bird le maintenant à trois paniers et huit points. Mais, Cedric Maxwell (19 points) et cinq de ses équipiers marquent plus de 10 points. Les Celtics jouant une grosse défense en maintenant les Rockets à 71 points, le score le plus bas pour une équipe de la NBA dans un match de finale depuis les Nationals de Syracuse qui avaient également marqué 71 dans la finale NBA 1955.

### Match 4
| 10 mai 1981 | Rapport | Celtics de Boston 86, Rockets de Houston 91        | Celtics de Boston 86, Rockets de Houston 91 | Celtics de Boston 86, Rockets de Houston 91          |  | Compaq Center, Houston Affluence : 16 121 Arbitres : No. 10 Darell Garretson No. 4 Ed T. Rush | CBS |
| 10 mai 1981 | Rapport | Score par quart-temps : 26–26, 24–24, 17–25, 19–16 |                                             |                                                      |  | Compaq Center, Houston Affluence : 16 121 Arbitres : No. 10 Darell Garretson No. 4 Ed T. Rush | CBS |
| 10 mai 1981 | Rapport | Cedric Maxwell 24 Cedric Maxwell14 Larry Bird 7    | Points Rebonds Passes d.                    | Mike Dunleavy Sr. 28 Moses Malone 22 Tom Henderson 9 |  | Compaq Center, Houston Affluence : 16 121 Arbitres : No. 10 Darell Garretson No. 4 Ed T. Rush | CBS |
| 10 mai 1981 | Rapport | Égalité dans la série 2 à 2                        |                                             |                                                      |  | Compaq Center, Houston Affluence : 16 121 Arbitres : No. 10 Darell Garretson No. 4 Ed T. Rush | CBS |

Reid poursuit sa défense hermétique sur Bird, le tenant à huit points, tout en marquant 19 lui-même. La star de ce match est Mike Dunleavy Sr. avec 28 points. Malone ajoute 24 points et 22 rebonds et les Rockets égalisent dans la série.

### Match 5
| 12 mai 1981 | Rapport | Rockets de Houston 80, Celtics de Boston 109       | Rockets de Houston 80, Celtics de Boston 109 | Rockets de Houston 80, Celtics de Boston 109     |  | Boston Garden, Boston Affluence : 15 320 Arbitres : No. 12 Earl Strom No. 22 Paul Mihalik | CBS |
| 12 mai 1981 | Rapport | Score par quart-temps : 19–34, 18–25, 18–18, 25–32 |                                              |                                                  |  | Boston Garden, Boston Affluence : 15 320 Arbitres : No. 12 Earl Strom No. 22 Paul Mihalik | CBS |
| 12 mai 1981 | Rapport | Moses Malone 20 Moses Malone 15 Allen Leavell 6    | Points Rebonds Passes d.                     | Cedric Maxwell 28 Cedric Maxwell 15 Larry Bird 8 |  | Boston Garden, Boston Affluence : 15 320 Arbitres : No. 12 Earl Strom No. 22 Paul Mihalik | CBS |
| 12 mai 1981 | Rapport | Boston mène la série 3 à 2                         |                                              |                                                  |  | Boston Garden, Boston Affluence : 15 320 Arbitres : No. 12 Earl Strom No. 22 Paul Mihalik | CBS |

Comme Bird a encore du mal offensivement, Cedric Maxwell assume la charge, marquant 28 points et 15 rebonds permettant aux Celtics de mener durant tout le match et de gagner 109-80.

### Match 6
| 14 mai 1981 | Rapport | Celtics de Boston 102, Rockets de Houston 91       | Celtics de Boston 102, Rockets de Houston 91 | Celtics de Boston 102, Rockets de Houston 91     |  | Compaq Center, Houston Affluence : 16 121 Arbitres : No. 11 Jake O'Donnell No. 14 Jack Madden | CBS |
| 14 mai 1981 | Rapport | Score par quart-temps : 25–24, 28–23, 29–20, 20–24 |                                              |                                                  |  | Compaq Center, Houston Affluence : 16 121 Arbitres : No. 11 Jake O'Donnell No. 14 Jack Madden | CBS |
| 14 mai 1981 | Rapport | Larry Bird 26 Larry Bird 13 Nate Archibald 12      | Points Rebonds Passes d.                     | Robert Reid 27 Moses Malone 16 Henderson, Reid 5 |  | Compaq Center, Houston Affluence : 16 121 Arbitres : No. 11 Jake O'Donnell No. 14 Jack Madden | CBS |
| 14 mai 1981 | Rapport | Boston gagne la série 4 à 2                        |                                              |                                                  |  | Compaq Center, Houston Affluence : 16 121 Arbitres : No. 11 Jake O'Donnell No. 14 Jack Madden | CBS |

## Équipes
| Effectif des Celtics de Boston - Champions NBA 1980-1981 |
| --- |
| 00 Robert Parish • 7 Nate Archibald • 30 M.L. Carr • 31 Cedric Maxwell (MVP Finales)• 32 Kevin McHale • 33 Larry Bird • 40 Terry Duerod• 42 Chris Ford • 43 Gerald Henderson • 45 Eric Fernsten • 53 Rick Robey Entraîneur : Bill Fitch Entraîneurs-Adjoints : K.C. Jones • Jimmy Rodgers |

| Effectif des Rockets de Houston - Champions Conférence Ouest |
| --- |
| 00 Calvin Garrett • 5 Billy Paultz • 6 Tom Henderson • 10 Mike Dunleavy Sr. • 11 Major Jones • 23 Calvin Murphy • 24 Moses Malone •30 Allen Leavell •32 Bill Willoughby• 42 John Stroud • 45 Rudy Tomjanovich • 50 Robert Reid Entraîneur : Del Harris |